# Fabrice Verdier
Pour les articles homonymes, voir Verdier.
Fabrice Verdier, né le 16 décembre 1968 à Bagnols-sur-Cèze, est un homme politique français.
De sensibilité socialiste, il est député de la 4e circonscription du Gard entre 2012 et 2017.

## Biographie

### Origines, famille et études
Issu d'un milieu modeste, il naît à Bagnols-sur-Cèze mais visite sa famille à Fons-sur-Lussan tous les week-ends. Il a deux sœurs. À 17 ans, après avoir passé le baccalauréat au lycée technique Les Eyrieux, où ses parents sont agents d'entretien, il décide de s'installer à Fons.
Il est le neveu d'Yvan Verdier, ancien conseiller général du canton de Lussan.

### Carrière professionnelle
Durant ses études et au début de sa vie professionnelle, il exerce le métier de surveillant dans son ancien lycée. Il est ensuite agent d'assurance, puis fonctionnaire territorial au service des sports de la mairie de Nîmes, avant de réussir le concours de rédacteur territorial et d'intégrer la mission Europe.

### Carrière politique
Admirateur de Pierre Mendès France, il est également strauss-kahnien.
Il devient conseiller municipal de Fons-sur-Lussan en 1989, puis 1er adjoint au maire en 1995.

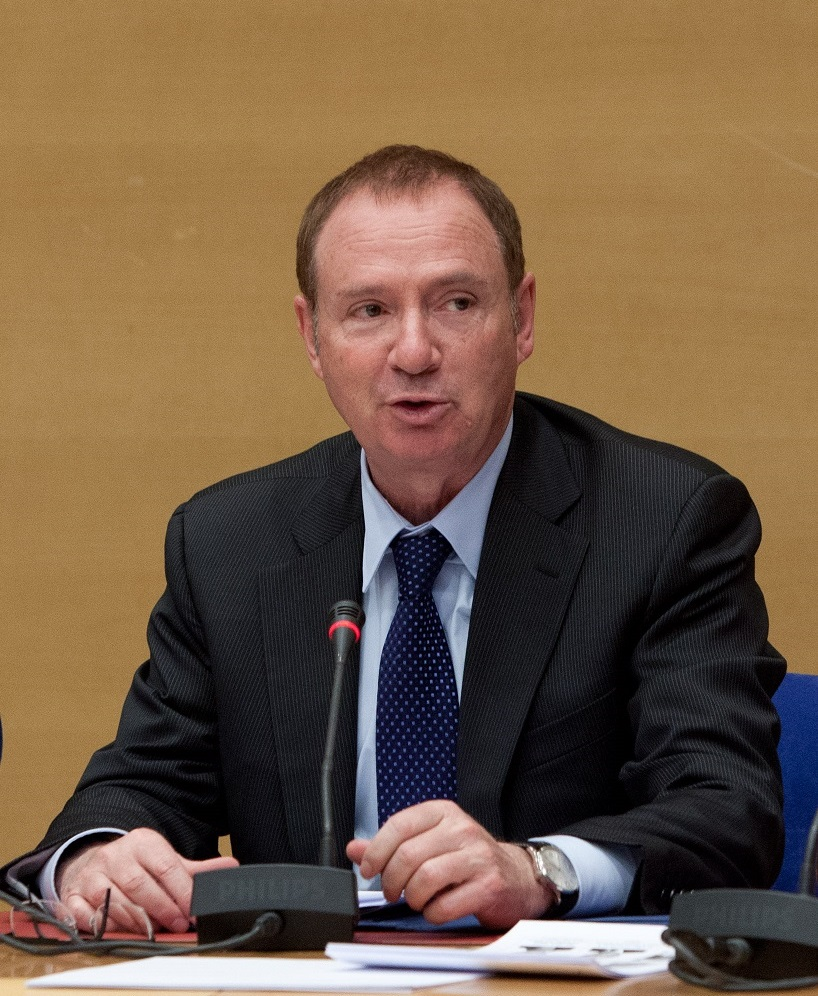
Simon Sutour, son mentor.

Il adhère au PS en mai 1988, le jour de la nomination de Michel Rocard comme Premier ministre ; en 1995, il est animateur du MJS du Gard, puis, en 1997, il est élu premier secrétaire de la fédération départementale du PS. L'année suivante, Simon Sutour, son « mentor en politique », en fait son collaborateur parlementaire. La même année, il rencontre Georges Frêche. Interrogé par des journalistes en 2015, il affirme qu'il respecte les positions de son parti même quand il est en désaccord avec celles-ci, estimant ainsi : « sans les socialistes, je ne suis rien ».
Lors des élections municipales de 2001, il est élu maire de Fons-sur-Lussan. En 2004, il préside la communauté de communes du Grand Lussan. La même année, il est élu au conseil régional du Languedoc-Roussillon ; la délégation au logement social lui est attribuée.
Après l'élection présidentielle et les législatives de 2007, à propos du PS, il déclare : « Nous sommes moins affaiblis et moribonds que certains le prétendent » ; il veut « changer [le] logiciel » du parti en faisant émerger « une nouvelle génération » et en « rénov[ant] » les « pratiques internes ».
Lors des élections sénatoriales de 2008, il est élu suppléant du sénateur Simon Sutour. Il le reste jusqu'aux élections de 2014.
Candidat sur les listes de Georges Frêche, dissidentes du PS, lors de l'élection régionale de 2010, il dispose néanmoins des moyens de la fédération du parti. Réélu conseiller régional, il devient vice-président du conseil régional délégué à l'Agriculture. Parallèlement, il est exclu du PS à cause de sa participation aux listes frêchistes ; il est réintégré l'année suivante.
L'année de sa réintégration, il est investi candidat du PS aux élections législatives de 2012 dans la quatrième circonscription du Gard. Il est élu député face au sortant Max Roustan. Sa suppléante est Nathalie Bouvet, condamnée en 2014 à deux ans d'emprisonnement pour détournement de fonds. Il déclarera par la suite que « c'est une tache sur [sa] carrière »,. 
À l'Assemblée nationale, il devient, en décembre 2012, président du groupe d'étude sur les gaz de schiste.
En 2013, il est rapporteur de la loi portée par Sylvia Pinel sur l'artisanat, le commerce et les très petites entreprises. 
Le 28 février 2013, il publie avec Jean-Charles Taugourdeau un rapport d'information sur l'aide publique à la création d'entreprises. 
En octobre 2014, il est l'auteur, avec Pierre Camani, d'un rapport sur le service universel des télécommunications, remis à Axelle Lemaire, ministre chargée du Numérique. 
Il démissionne de la présidence de la communauté de communes du Grand Lussan et de la vice-présidence du conseil régional de Languedoc-Roussillon,. Il accédera alors à la présidence de Sud de France développement, en juillet 2012 dont il démissionne en septembre 2014. 
Il est également, depuis septembre 2014, président du groupe Socialiste et apparentés au conseil régional.
Le 21 septembre 2015, il remet au Premier ministre Manuel Valls son rapport, co-rédigé avec Sylviane Bulteau, sur la réforme du régime social des indépendants (RSI) dont une partie des préconisations a été reprise par la loi Macron.
Lors de l'élection régionale de 2015 en Languedoc-Roussillon-Midi-Pyrénées, il est candidat sur les listes de Carole Delga, à qui il trouve de l'« énergie » et de la « fraîcheur », et avec qui il assure n'avoir « rien négocié » ; il est en troisième position sur la liste conduite par Damien Alary dans le Gard. Il prend notamment la parole lors d'un meeting à Alès. Après le premier tour, il appelle à un « rassemblement de toute la gauche ». Il est réélu.
En juin 2017, candidat à sa réélection en tant que député, il est battu par la candidate En Marche Annie Chapelier. Il réalise toutefois le meilleur résultat parmi les députés socialistes sortants élus dans la région. 
Il annonce qu'il remettra son mandat de maire de Fons-sur-Lussan après les élections municipales de 2020. En février 2016, son collègue Patrice Prat se dit « exasp[éré] » « que Carole Delga ou Fabrice Verdier ne s’appliquent pas le non-cumul [des mandats] ».
En 2020, il devient conseiller municipal à Uzès sur la liste conduite par Jean Luc Chapon, en tant que premier adjoint, délégué au Sport. 
À la suite de ces éléctions municipales, il est élu président de la Communauté de Communes Pays d'Uzès. 
En juillet 2021, il est quatrième sur la liste de Carole Delga dans le Gard. L'Occitanie en Commun remporte l'élection et il est reconduit dans son mandat de conseiller régional. 

### Vie privée
En matière sportive, il est un passionné de football, et culturelle, de polars et de bandes dessinées.
Sa compagne est Karine Bantzé,, une Vauverdoise rencontrée en 2008, candidate aux élections municipales à Vauvert la même année et chef du service Outil et ressources à la direction de la Commande publique du conseil départemental du Gard. Il a une fille, et un fils. 
Il vit entre Uzès et Fons-sur-Lussan.

## Mandats et fonctions
Mandats
- Maire de Fons-sur-Lussan (depuis mars 2001)
- Conseiller régional du Languedoc-Roussillon (mars 2010-décembre 2015)
- Député de la 4e circonscription du Gard (juin 2012 - juin 2017)
- Conseiller régional d'Occitanie (depuis décembre 2015)

Fonctions
- Vice-président du conseil régional du Languedoc-Roussillon délégué à l'agriculture (jusqu'à juillet 2012)
- Président de Sud de France développement (juillet 2012-septembre 2014)
- Président du groupe Socialistes et apparentés au conseil régional du Languedoc-Roussillon (depuis septembre 2014)